# Symmetrics
Das Symmetrics Cycling Team ist ein ehemaliges kanadisches Radsportteam.
Symmetrics besaß 2005 bis 2008 eine UCI-Lizenz als Continental Team und nahm hauptsächlich an Rennen der UCI America Tour teil. Manager war Mark Cunningham, der von seinen Sportlichen Leitern Geoff Brown und Kevin Fields unterstützt wurde. Die Mannschaft wurde mit Fahrrädern der Marke Norco ausgestattet.

## Erfolge 2007
| Datum           | Rennen                                         | Sieger                |
| --------------- | ---------------------------------------------- | --------------------- |
| 23. Februar     | 11a. Etappe Kuba-Rundfahrt                     | Svein Tuft            |
| 13.–25. Februar | Gesamtwertung Kuba-Rundfahrt                   | Svein Tuft            |
| 7. April        | U.S. Open Cycling Championship                 | Svein Tuft            |
| 28. April       | 1. Etappe Vuelta a El Salvador                 | Eric Wohlberg         |
| 29. April       | 2. Etappe Vuelta a El Salvador                 | Andrew Randell        |
| 1. Mai          | 4. Etappe Vuelta a El Salvador                 | Mannschaftszeitfahren |
| 3. Mai          | 6. Etappe Vuelta a El Salvador                 | Cameron Evans         |
| 4. Mai          | 7. Etappe Vuelta a El Salvador                 | Zach Bell             |
| 11. Juli        | Kanadische Meisterschaft – Straßenrennen (U23) | Christian Meier       |
| 11. Juli        | Kanadische Meisterschaft – Straßenrennen       | Cameron Evans         |

## Saison 2008

### Erfolge
| Datum    | Rennen                                      | Sieger          |
| -------- | ------------------------------------------- | --------------- |
| 13. Juni | 4a. Etappe Tour de Beauce                   | Svein Tuft      |
| 15. Juni | Gesamtwertung Tour de Beauce                | Svein Tuft      |
| 4. Juli  | Kanadische Meisterschaft – Einzelzeitfahren | Svein Tuft      |
| 6. Juli  | Kanadische Meisterschaft – Straßenrennen    | Christian Meier |

### Zugänge – Abgänge
| Zugänge           | Team 2007           | Abgänge                        | Team 2008     |
| ----------------- | ------------------- | ------------------------------ | ------------- |
| François Parisien | Slipstream-Chipotle | Marsh Cooper                   | Unbekannt     |
| Ryan Anderson     | Neoprofi            | François Parisien (bis 30.05.) | Team Race Pro |

### Mannschaft
| Name               | Geburtstag        | Nationalität | Team 2009                  |
| ------------------ | ----------------- | ------------ | -------------------------- |
| Ryan Anderson      | 22. Juli 1987     | Kanada       | Kelly Benefit Strategies   |
| Zach Bell          | 14. November 1982 | Kanada       | Kelly Benefit Strategies   |
| Brandon Crichton   | 22. Februar 1985  | Kanada       |                            |
| Jacob Erker        | 18. Dezember 1975 | Kanada       | Kelly Benefit Strategies   |
| Cameron Evans      | 10. Januar 1984   | Kanada       | OUCH-Maxxis                |
| Geoff Kabush       | 14. April 1977    | Kanada       | Team Maxxis-Rocky Mountain |
| Christian Meier    | 21. Februar 1985  | Kanada       | Garmin-Slipstream          |
| Andrew Pinfold     | 14. August 1978   | Kanada       | OUCH-Maxxis                |
| Andrew Randell     | 4. Juli 1974      | Kanada       | Planet Energy              |
| Will Routley       | 23. Mai 1983      | Kanada       | Jelly Belly Cycling Team   |
| Jeff Sherstobitoff | 17. Juni 1982     | Kanada       |                            |
| Svein Tuft         | 9. Mai 1977       | Kanada       | Garmin-Slipstream          |
| Eric Wohlberg      | 8. Januar 1965    | Kanada       | Karriereende               |

## Platzierungen in UCI-Ranglisten
UCI America Tour
| Saison | Mannschaftswertung | Fahrerwertung   |
| ------ | ------------------ | --------------- |
| 2005   | 3.                 |                 |
| 2006   | 6.                 |                 |
| 2007   | 1.                 | Svein Tuft (1.) |
| 2008   | 2.                 | Svein Tuft (2.) |

UCI Oceania Tour
| Saison | Mannschaftswertung | Fahrerwertung |
| ------ | ------------------ | ------------- |
| 2008   | 16.                |               |